# Retal
Retal (Eigenschreibweise in Großbuchstaben RETAL) ist ein Verpackungsmittelhersteller in Litauen. Hauptprodukt sind PET-Preforms. Es gehört seit 2005 zur Unternehmensgruppe Retal Industries Ltd.  Im Geschäftsjahr 2021 erzielte das Unternehmen Umsatzerlöse i.H.v. 109,5 Mio. EUR.